# Tumarapi
Tumarapi ist eine Landstadt im Departamento La Paz im südamerikanischen Anden-Staat Bolivien.

## Lage im Nahraum
Tumarapi ist der zentrale Ort des Municipios Waldo Ballivián in der Provinz Pacajes. Die Ortschaft liegt auf einer Höhe von 4032 m auf einem zwanzig Kilometer breiten nord-südlich verlaufenden ebenen Abschnitt des bolivianischen Altiplano. Östlich der Ortschaft in einer Entfernung von zwanzig Kilometern erheben sich die Vorgebirgsketten der Serranía de Sicasica, die hier bis auf knapp 5000 m ansteigt.

## Geographie
Tumarapi liegt auf dem bolivianischen Altiplano zwischen den Anden-Gebirgsketten der Cordillera Occidental im Westen und der Cordillera Central im Osten. Die Region weist ein ausgeprägtes Tageszeitenklima auf, bei dem die mittleren Temperaturschwankungen im Tagesverlauf deutlicher ausfallen als im Jahresverlauf.
Die Jahresdurchschnittstemperatur der Region liegt bei 10 °C (siehe Klimadiagramm Colquencha), die Monatsdurchschnittstemperaturen schwanken nur unwesentlich zwischen 7 °C im Juni/Juli und knapp 12 °C im November. Der Jahresniederschlag beträgt etwa 500 mm, die Monatsniederschläge liegen zwischen unter 10 mm in der Trockenzeit von Mai bis August und 125 mm im Januar.

## Verkehrsnetz
Tumarapi liegt in einer Entfernung von 80 Straßenkilometern südlich von La Paz, der Hauptstadt des gleichnamigen Departamentos.
Von La Paz aus führt die Nationalstraße Ruta 2 in westlicher Richtung nach El Alto, von dort 47 Kilometer nach Süden die Ruta 1 bis Calamarca und weiter über Patacamaya nach Caracollo, wo die Ruta 1 weiter nach Oruro im Süden führt und die Ruta 4 ins östlich gelegene Cochabamba abzweigt. Von Calamarca aus zweigt eine unbefestigte Landstraße in südwestlicher Richtung ab und erreicht nach 20 Kilometern Tumarapi.

## Bevölkerung
Die Einwohnerzahl der Ortschaft ist in den vergangenen beiden Jahrzehnten auf mehr als das Zehnfache angestiegen:
| Jahr | Einwohner | Quelle       |
| ---- | --------- | ------------ |
| 1992 | 176       | Volkszählung |
| 2001 | 436       | Volkszählung |
| 2012 | 2026      | Volkszählung |
| 2024 |           | Volkszählung |

Die Region weist einen hohen Anteil an Aymara-Bevölkerung auf, im Municipio Ballivián sprechen 95,9 Prozent der Bevölkerung Aymara.